# Aphaenogaster honduriana
Aphaenogaster honduriana är en myrart som beskrevs av Mann 1922. Aphaenogaster honduriana ingår i släktet Aphaenogaster och familjen myror. Inga underarter finns listade i Catalogue of Life.